# Avdoralimab
 (mai 2020).
L'avdoralimab est un anticorps monoclonal thérapeutique qui se lie spécifiquement et bloque les récepteurs C5aR sur les cellules myéloïdes suppressives (MDSC) et les neutrophiles. Appartenant au système immunitaire inné, ces cellules encouragent la prolifération tumorale en secrétant des facteurs pro-inflammatoires et pro-angiogéniques. Elles inhibent fortement les cellules NK et T et freinent l'activité des inhibiteurs de points de contrôle PD-1.

## Description
Avdoralimab est un anticorps humain bloquant la liaison de C5a à C5aR. En réduisant l’accumulation et l’activation des MDSC et des neutrophiles dans les tumeurs, avdoralimab pourrait favoriser l’activité anti-tumorale des cellules NK et T. Les données précliniques soutiennent un développement d'avdoralimab en monothérapie et en combinaison avec des anti-PD-1 ou d’autres immunothérapies des cancers.
Lors de la pandémie de Covid-19, il est évalué comme moyen de lutter contre la « tempête de cytokine » qui est une cause importante de mortalité chez les patients sévèrement touchés par cette maladie.
Les résultats de l'étude translationnelle « Explore Covid-19 » parus dans la revue scientifique Nature semblent prometteurs pour ses effets probables dans la cascade du système du complément, faisant partie de l'immunité innée.
Il est au stade de phase II dans plusieurs essais exploratoires, dont l'essai « Force », dans la recherche d'un traitement contre la Covid-19.

## Nom
L'avdoralimab est le nom commercial choisi par la société Innate Pharma ayant développé ce produit depuis son acquisition en juin 2017 auprès du laboratoire Novonordisk sous le nom de IPH5401. La molécule était développée en inflammatoire auparavant sous la référence NNC0151.